# Rodolfo Vittar
Rodolfo Vittar fue un político y militante estudiantil argentino perteneciente al peronismo. Fue presidente de la Federación Universitaria de Córdoba. Elegido diputado nacional en 1973, fue uno de los ocho diputados de la Tendencia Revolucionaria del peronismo que renunciaron en disconformidad con las reformas al Código Penal impulsadas por el presidente Juan Domingo Perón, para agravar las penas con el fin de combatir la actividad guerrillera. 

## Biografía
Rodolfo «Rodi» Vittar nació en Santiago del Estero a fines de la década de 1940. Ingresó a la Facultad de Medicina de la Universidad Nacional de Córdoba en la primera mitad de la década de 1960, donde lideró el Movimiento Independiente de Medicina (MIM), de orientación reformista.
En 1967, un año después de instalada la dictadura autodenominada «Revolución Argentina», fue uno de los fundadores en representación de Córdoba, del Frente Estudiantil Nacional (FEN), liderado nacionalmente por Roberto Grabois. El FEN decidió vincularse a la Resistencia Peronista. En 1967 fue elegido presidente de la Federación Universitaria de Córdoba (FUC).
A principios de 1972 abandonó el FEN debido al acercamiento de Grabois con Guardia de Hierro. Decide ingresar a las Fuerzas Armadas Revolucionarias (FAR), siendo designado por la organización para representarla en el avión que trabajo de regreso a la Argentina a Juan Domingo Perón el 17 de noviembre de 1972.
En 1972 y 1973 lideró la Juventud Peronista en Córdoba y desempeñó un papel central en la reorganización del Partido Justicialista en esa provincia, siendo propuesto como candidato a diputado nacional. En las elecciones legislativas de marzo de 1973 resultó elegido diputado nacional, integrando el sector de la Tendencia Revolucionaria vinculada a Montoneros.
En 1974 fue una de las voces del grupo de diputados de la Tendencia que mantuvo una histórica reunión con Perón para manifestarle su disconformidad con las reformas al Código Penal para endurecer los tipos penales y las penas por delitos de sedición. Como resultado de la postura de Perón, quién cuestionó duramente la posición de la Tendencia, Vittar fue uno de los ocho diputados que renunciaron a sus cargos.
En 1976, luego de que tomara el poder la dictadura autodenominada «Proceso de Reorganización Nacional», Vittar partió al exilio.